# Hypoponera pallidula
Hypoponera pallidula es una especie de hormiga del género Hypoponera, subfamilia Ponerinae. 

## Distribución
Esta especie se encuentra en Australia y Papúa Nueva Guinea.